# Scelotrichia bercabanghalus
Scelotrichia bercabanghalus is een schietmot uit de
familie Hydroptilidae. De soort komt voor in het Oriëntaals gebied.